# Takonische Orogenese

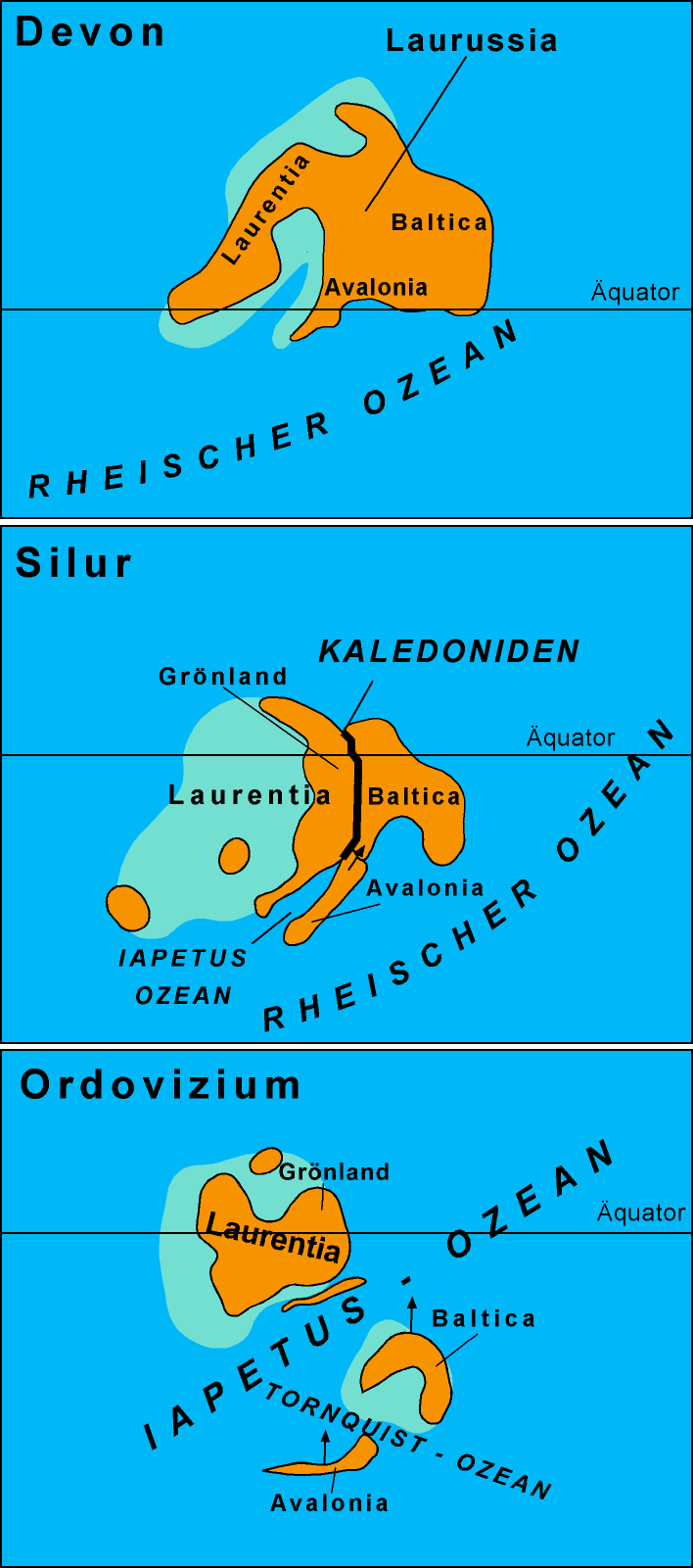
Prinzipdarstellung der Entwicklung von Avalonia, Baltica und Laurentia zum nördlichen Superkontinent Laurussia vom Ordovizium bis in das Devon. Erst 50 Millionen Jahre später, im Karbon erfolgte die Vereinigung mit Gondwana zu Pangaea.

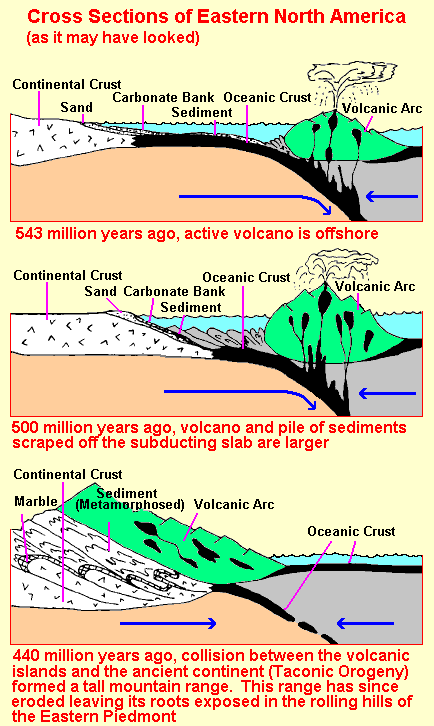
Illustration der Takonischen Gebirgsbildung

Die Takonische Orogenese im Ordovizium ist die erste von mehreren paläozoischen Deformationsphasen in den Appalachen und gilt als Frühphase der Kaledonischen Orogenese. Ein in etwa zeitgleiches Deformationsereignis auf den Britischen Inseln wird Grampian-Orogenese genannt.
Die Takonischen Berge wurden durch die Aufschiebung des durch die Ozeanbodenspreizung des Iapetus-Ozeans entstandenen vulkanischen Inselbogens auf den Kraton bzw. Kontinentalkern Laurentias gebildet. Diese Entwicklung ist mit der heutigen Situation der Japanischen Inseln am Pazifischen Feuerring vergleichbar.
Auf Avalonia und Baltica, den Vorläufern des modernen Europa, hat es in dieser Phase der Gebirgsbildung nur kleinste Faltungen der Lithosphäre gegeben.
Im Rheischen Ozean entstand südlich von Avalonia, Perunica und Armorica um 420 mya ebenfalls eine vulkanische Inselkette – das Hun Terrane –, welches allerdings im Zuge der Nordbewegung Gondwanas „bald“ wieder in einem Tiefseebecken bzw. Sedimentbecken verschwand. Teile dieser Inseln wurden bei der alpidischen Gebirgsbildung gehoben und bilden heute Schichten in den Falten der Zentralalpen.
Der südliche Großkontinent Gondwana und die asiatischen Kratone waren zu dieser Zeit geologisch ruhig.
Später (390 mya) erfolgte die Subduktion des Iapetus unter die Kontinentalplatten und deren Kollision in den Phasen der Akadischen, Variszischen und dann der Alleghenischen Orogenese.